# Treno RENFE 730
Il treno RENFE 730 è un treno ad alta velocità, a scartamento variabile, delle ferrovie spagnole, costruito dalla società Patentes Talgo S.A. in collaborazione con Bombardier per il servizio sulla rete ad alta velocità della Spagna.
È stato soprannominata patitos (anatroccoli/anatre in spagnolo), a causa della forma del muso del treno.

## Storia
Nel giugno 2009, il ministro dei trasporti spagnolo José Blanco López ha descritto per primo il piano per costruire treni ad alta velocità a due assetti, in modo da operare nel traffico ad alta velocità tra la città galiziana di Santiago de Compostela e Vigo. Il 29 dicembre 2009 si arriva ad un accordo del valore di oltre 73 milioni di euro tra RENFE e il Consortium of Manufacturers Talgo e Bombardier che include la conversione di 15 convogli della serie RENFE 130 in modo che possano circolare anche su linee ferroviarie senza cavi aerei.
I treni sono in servizio sulle tratta che parte da Madrid dal 17 giugno 2012 Galizia e mentre è da dicembre 2012 che sono utilizzati anche nella regione di Murcia. I test su rotaia prima della messa in servizio si sono svolti dall'estate del 2011.

## Caratteristiche
I convogli sono progettati sia per servizi ad alta velocità sullo scartamento iberico convenzionale (1.668 mm) sia per la rete ad alta velocità a scartamento normale (1.435 mm): possono infatti cambiare scartamento a bassa velocità senza fermarsi. Le carrozze sono costruite in alluminio, incorporano il sistema di inclinazione passiva Talgo Pendular, sono sigillate contro le differenze di pressione che potrebbe presentarsi in galleria. Inoltre dispongono di aria condizionata, sistemi audio individuali e display video, sedili rotanti e reclinabili e prese di corrente.
La capacità nella classe standard è di 36 posti, mentre quella in prima classe è di 26 posti. Una carrozza viene generalmente utilizzata per servizi di ristorazione.

## Incidenti
Questo treno è stato protagonista di un solo, ma catastrofico, incidente, il 24 luglio 2013; quando un deragliamento ha portato alla morte di 79 persone.